# Зубрицький Ярослав Яремович
Ярослав Зубрицький (нар. 19 листопада 1974, Львів) — український баскетболіст. Важкий форвард або центровий і тренер-гравець «Політехніки-Галичини» (Львів). Найстарший гравець Суперліги останніх сезонів.

## Клубна кар'єра
У дитинстві хотів бути волейболістом. Ходив на волейбол від четвертого по восьмий класи. Вихованець львівського баскетболу, хоча в цю гру почав грати лише з 16 років. Такого самого зросту, як і батько — 202 сантиметри.
Має освіту тренера-викладача.
Розпочав професіональні виступи у складі львівської «Політехніки», з якою пройшов шлях від другої до вищої ліги. Далі грав за київські «Денді-Баскет» (1996–1998) і ЦСКА-Ріко (1998/1999), МБК «Одеса» (1999–2001, 2002–2005), «Ямболгаз», Болгарія (2001/2002), «Хімік» Южне (2005–2007).
У 2007–2013 роках виступав за «Політехніку-Галичину» (Львів), де став капітаном і одним із лідерів команди. Разом із клубом став бронзовим призером чемпіонату УБЛ (2009). Сезон 2013/14 провів у клубі «ДніпроАзот», а влітку 2014 року повернувся до Львова, як тренер-гравець.
З 2015 року Ярослав Зубрицький головний тренер команди Вищої ліги «Львівська Політехніка», з 2022 року також суперлігової «Політехніки-Галичини».

## Особисте життя
Дружина — Катерина.
Діти — Марія, Назар,Ірина

## Титули
- Володар Кубка України (1998)
- віце-чемпіон України (1999, 2000, 2003)
- чемпіон України (2001)
- чемпіон Болгарії (2002)
- фіналіст Кубка виклику (2006)
- бронзовий призер чемпіонату УБЛ (2009)
- учасник Матчу зірок Суперліги: 2009 (УБЛ)
- найкращий гравець-ветеран Суперліги за версією iSport.ua (2014)